# Horacio Vázquez-Rial
Horacio Vázquez-Rial (né le 20 mars 1947 à Buenos Aires, Argentine et mort le 6 septembre 2012 à Madrid, Espagne)  est un écrivain, journaliste et historien hispano-argentin. Il vivait à Barcelone depuis trois décennies.

## Biographie
Militant trotskiste dans sa jeunesse alors qu'il vivait en Argentine, il doit s'exiler en 1974 pour venir habiter en Espagne.
Il commence des études de médecine et de sociologie dans son pays natal mais finalement se tourne vers des études d'histoire et obtient un diplôme en histoire médiévale. Il soutient ensuite une thèse de doctorat en géographie humaine à l'université de Barcelone, ville où il réside.
Il exerce en tant que professeur de géographie et d'écriture créative, mais mène parallèlement, une activité d'éditeur et de journaliste.
Il meurt d'un cancer le 6 septembre 2012 à Madrid, à l'âge de 65 ans.

## Œuvres

### Romans
- Le chemin du nord (2006, Prix La otra orilla, du groupe Editorial Norma/Belacqva)
- La capitale de l'oubli (2004, Prix Fernando Quiñones) Alianza Editorial,  (ISBN 9788420645544)
- Révolution (2002)
- Les deux morts de Carlos Gardel (2001)
- Les lois du passé (2000)
- La perte de la raison  (1999)
- Le maître des anges (1997)
- Le soldat de porcelaine (1997)
- Frontière sud (1994,  filmé par Gerardo Herrero en 1998)
- L'île inutile (1991)
- Les derniers temps (1991)
- La reine de carreau (1989, finaliste du Prix Plaza y Janés du Roman 1989)
- Territoires surveillés  (1988)
- La liberté de l'Italie (1987)
- Histoire du Triste (1987, finaliste du Prix Nadal 1986)
- Obscures matières de la lumière (1986)
- Le voyage espagnol (1985)
- Secondes personnes (1983)

### Essais
- Perón, peut-être l'histoire, Alianza Editorial, 2005.  (ISBN 84-206-7690-X)
- Hommes seuls (2004)
- La gauche réactionnaire (2003)
- L'énigme argentine (2002)
- La formation du pays des Argentins (1999)
- Buenos Aires 1880-1930 (éditeur) (1996)
- La Guerre Civile espagnole: une histoire différente (1996)
- Buenos Aires (1989)
- Notes sur des politiques de populations d'Amérique latine (1974)

### Poésies
- Les ivrognes dans le cimetière (1979)
- Jeux de l'archipel (1965)

## Récompenses et distinctions
- Prix Martí i Pol
- Finaliste du Prix Nadal 1986 pour Histoire du Triste
- Finaliste du Prix Plaza y Janés 1989 pour La reine de carreau
- V Prix du Roman Fernando Quiñones pour La capitale de l'oubli
- Prix La Otra Orilla, du Groupe Éditorial Norma/ Editorial Belacqva, 2006, pour Le chemin du nord
- Prix Génération de 27, 2006, pour Le beau-frère de Nietzsche et autres voyages